# Orthodoxe Kerk van de Heilige Geest (Vilnius)
De orthodoxe Kerk van de Heilige Geest (Russisch: Церковь Святого Духа; Litouws: Vilniaus Šv. Dvasios vienuolyno katedra) is een Russisch-orthodoxe kerk in Vilnius, de hoofdstad van Litouwen. De kerk werd gebouwd in de jaren 1749-1753 in barokke stijl en moet niet worden verward met de rooms-katholieke kerk van de Heilige Geest in Vilnius.

## Geschiedenis

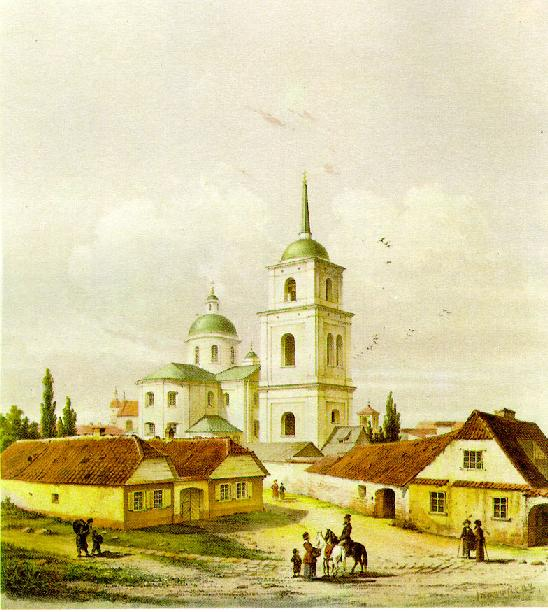
De kerk in 1865

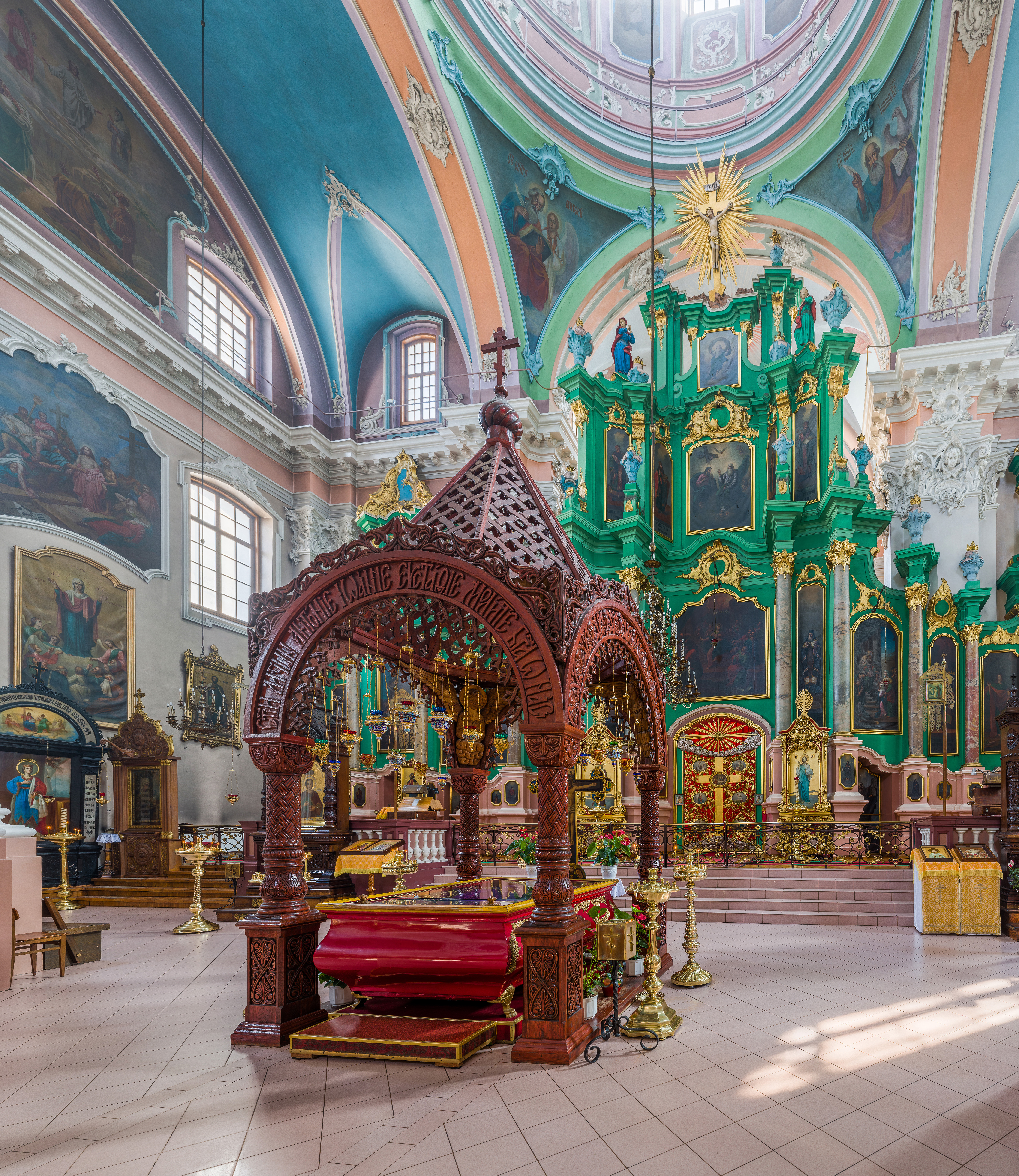
Interieur

Op de plaats van de huidige kerk stond voorheen een houten kerk. Deze kerk dateerde uit 1638, toen Vilnius onderdeel uitmaakte van het Pools-Litouwse Gemenebest en bekendstond onder de naam Wilno. Aan de kerk was vanaf 1567 een klooster verbonden. Nadat de houten kerk vlam vatte in de 18e eeuw, werd van 1749 tot 1753 een stenen kerk in barokke stijl gebouwd.
Een nieuwe reliekschrijn werd in 1853 toegevoegd. In de crypte liggen de overblijfselen van de Litouwse heiligen Antonius, Johannes en Eustathios. Traditioneel worden de relieken in de vastentijd in het zwart verhuld, tijdens de kerst in het wit en op andere belangrijke kerkelijke hoogtijdagen in het rood. Tijdens de Eerste Wereldoorlog werden de relieken in augustus 1915 van Vilnius naar Moskou geëvacueerd. Ook de monniken werden geëvacueerd, met uitzondering van twee priesters en een diaken. Patriarch Aleksi bewerkstelligde in 1946 de terugkeer van de relieken van de martelaren naar Vilnius.
Het kerkgebouw raakte in de Tweede Wereldoorlog zwaar beschadigd maar werd naderhand hersteld. Voor het laatst vond er een renovatie plaats in de jaren 1990. Het is niet alleen de belangrijkste orthodoxe kerk van Litouwen, maar de kerk is ook verbonden aan twee enig overgebleven orthodoxe kloosters in Litouwen; het Klooster van de Heilige Geest en het Klooster van Maria Magdalena.

## Architectuur
De barokke kerk volgt de vorm van een Latijns kruis, een typisch vorm van een katholieke kerkgebouw. Het interieur werd in de rococo-stijl uitgevoerd. De kerk was een ontwerp van Johann Christoph Glaubitz, een architect van Duitse komaf die zich verdienstelijk heeft gemaakt met de ontwikkeling van een specifieke school van barokke architectuur, die bekendstaat als de Vilniusbarok.
In de 19e eeuw behoorde Vilnius tot het Russische Keizerrijk. Aan de architectuur van de kerk werden in die periode neobyzantijnse elementen toegevoegd. Desondanks bleef de barokke architectuur van de kerk overheersen. De fresco's en altaarachtige houten iconostase versterken de praal, vooral ook door de toegepaste kleuren van sprekend blauw en groen. Ongewoon voor de orthodoxe kerken zijn de gemarmerde beelden.